# Intet (bog)
 For alternative betydninger, se Intet. (Se også artikler, som begynder med Intet)
 Der er for få eller ingen kildehenvisninger i denne artikel, hvilket er et problem. Du kan hjælpe ved at angive troværdige kilder til de påstande, som fremføres i artiklen.

Intet er en ungdomsroman skrevet af Janne Teller fra 2000.
I 2001 vandt den Kulturministeriets børnebogspris, og den har også vundet litteraturprisen Michael L. Printz Award. Den blev filmatiseret i 2022.

## Handling
Bogen handler om 7. A på Tæringskole og Pierre Anthon. Pierre Anthon er kommet frem til at "der er intet der betyder noget, det har jeg vidst i lang tid, så det er ikke værd at gøre noget, det har jeg lige fundet ud af". Den dag gik han ud af skolen, for at leve i intet og udbrede denne påstand.
For at få ham ned forsøger hans klassekammerater at vise ham, at der er noget, der betyder noget, så de laver en dynge af betydning med genstande, der betyder noget. I starten lægger de småting som grønne sandaler (der bliver lagt i bunken af hovedpersonen, Agnes) og øreringe, men så kommer der meget større ting: en pegefinger, et hundehoved, en piges uskyldighed og en kiste med en død lillebror, som de har gravet op på kirkegården. Efter fingeren bliver afleveret i bunken, bliver politiet informeret om, hvad børnene går og laver. Pludseligt bliver det et meget omtalt emne, og det ender med, at bunken bliver solgt som et kunstværk til et museum i New York. Klassen går så over til Pierre Anthon i blommetræet, hvor han siger, at dyngen intet betød for nogen af medlemmerne fra klassen, for så ville de ikke have solgt den. Det ender med at Pierre Anthon dør i savværket, fordi det brænder. Bogen foregår omkring 1990'erne

### Dyngen af betydning
Dyngen af betydning, indhold:
- Dungeons & Dragons bøger - Dennis
- Fiskestang - Sebastian
- Sort fodbold - Richard
- Papegøjeøreringe - Laura
- Grønne sandaler - Agnes
- Hamster - Gerda
- Stjernekikkert - Maiken
- Dannebrog - Frederik
- Dagbog - Dame Werner
- Adoptionsbevis - Anna-Li
- Krykker - Lille Ingrid
- Slange i formalin - Henrik
- Boksehandsker - Ole
- Ligkiste (Elises lillebror som døde da han var to år gammel) - Elise
- Blå fletninger - Rikke-Ursula
- Bedetæppe - Hussain
- Neon Gul cykel - store Hans
- Stof med blod og slim (mødom) - Sofie
- Jesus på korset - fromme Kaj
- Afskåret hundehoved - smukke Rosa
- Pegefinger - Jan Johan
- Pierre Anton - død til sidst

| Bog | Spire Denne artikel om bøger og tidsskrifter er en spire som bør udbygges. Du er velkommen til at hjælpe Wikipedia ved at udvide den. |